# Vladimir Soloviev (journaliste)
Pour les articles homonymes, voir Vladimir Soloviov et Soloviov.
Vladimir Roudolfovitch Soloviev ou Soloviov (en russe : Владимир Рудольфович Соловьёв, Vladimir Rudolfovitch Soloviov) est un journaliste de radio et télévision russe né le 20 octobre 1963 à Moscou. Il est un des visages de la propagande du régime russe, plus particulièrement depuis l'invasion de l'Ukraine par la Russie en 2022.

## Biographie

### Enfance
Vladimir Soloviev naît le 20 octobre 1963 dans une famille russe dont la mère et le grand-père paternel sont d'origine juive. Son père, Rudolf Naoumovitch Soloviev (qui portait le nom de famille Vinitskovski jusqu'en 1962, avant de prendre celui de sa mère, elle même d'origine russe), était professeur de politique économique et champion de boxe de Moscou. Sa mère, Inna Solomonovna Solovieva (née Chapiro en 1943) était guide au musée-panorama de Borodino. Ses parents se sont rencontrés alors qu'ils étudiaient à l'université pédagogique d'État de Moscou,. Ils se sont séparés alors que Soloviev avait quatre ans, mais ont gardé des relations amicales,. Les grands-parents du côté maternel, Solomon Lvovitch Chapiro et Polina Petrovna Chapiro, travaillaient au Centre M.V. Khrounitchev de recherche et de production astronautique d'État.
Enfant, Soloviev est scolarisé à l'école no 27, spécialisée dans l'enseignement de l'anglais et réservée aux enfants de l'élite soviétique (membres du Comité central du Parti communiste, diplomates, etc.).
Il entre au Komsomol à 14 ans.
Enfant, Soloviev pratique les sports de combat, en particulier le karaté. Il est également passionné de football et s'entraîne dans une école de football,.

### Jeunesse et études
Vladimir Soloviev entre en 1980 à la faculté de physique et chimie de l'université des sciences et technologies d'État MISiS dont il sort diplômé en 1986 avec mention très bien (« diplôme rouge »). Au cours de ces études, il fait la connaissance de Vladislav Sourkov et de Mikhaïl Fridman, d'un an ses cadets.
De 1986 à 1988, il est employé comme expert au Comité des organisations de jeunesse soviétique, et écrit dans son temps libre.
Il obtient un diplôme supplémentaire (« aspirantoura », un grade académique entre la maîtrise et le doctorat) à l'Institut d'économie mondiale et de relations internationales RAN. En 1990, sous la direction du professeur Iou. V. Kourenkov, il défend une thèse en sciences économiques intitulée « Tendances générales de la production de nouveaux matériaux et facteurs d'efficacité de leur utilisation dans l'industrie du Japon et des États-Unis ».

### Carrière
En 1989-1990, en pleine crise de la fin de la Perestroïka, Soloviev est collaborateur scientifique à l'Institut d'économie mondiale et de relations internationales RAN, et enseigne la physique, les mathématiques et l'astronomie à l'école no 27 où il était scolarisé enfant.
En 1990, il est invité à enseigner l'économie à l'université de l'Alabama à Huntsville. Aux États-Unis, il débute des activités d'entrepreneur et devient consultant pour des sociétés de construction.
En décembre 1991, a lieu la chute de l'URSS.
De retour en Russie en 1992, il fonde une société dans le domaine du développement des techniques de pointe. Il déclare à ce sujet : « j'avais mes propres usines en Russie et aux Philippines. On produisait de l'équipement pour les discothèques, qu'on vendait dans le monde entier dans les années 1990 ». Il devient également membre du Comité des entrepreneurs d'Amérique, et préside une association de jeunes économistes,,,.
Il vend l'ensemble de son affaire en 1998 et achète des actions de Gazprom. La même année, il est invité à participer à la chaîne de radio Serebrianni dojd (Pluie d'argent) par ses fondateurs Natalia Sindeïeva et Dmitri Savitski, ce qui marque le début de sa carrière journalistique.
En 1999, il commence à animer des émissions télévisées sur la chaîne TNT à l'invitation de son directeur Sergueï Skvortsov. De 1999 à 2001, il coanime avec le présentateur Alexandre Gordon l'émission Progrès sur la chaîne ORT consacré à la vie politique et sociale russe,. Sur TNT, il présente l'émission Strasti po Solovievou, dans laquelle il reçoit de nombreuses personnalités politiques et journalistiques de l'opposition, comme Anna Politkovskaïa et Grigori Iavlinski, ainsi que du monde du show-business, comme Alexandre Gradski et Philipp Kirkorov. Après son départ sur la chaîne TV-6, il y anime deux émissions : Zavtrak s Solovievym (Déjeuner avec Soloviev), dans laquelle il reçoit des politiciens russes dans un cadre informel, et Solovinaïa notch (la nuit de Soloviev - ou du rossignol - jeu de mots sur son nom qui est dérivé de rossignol), un programme musical consacré à la chanson populaire russe.
En 2002, après la fermeture de la chaîne TV-6 (dont il animait le dernier programme diffusé à l'antenne), Soloviev présente deux émissions politiques sur la chaîne TV : Smotrite, kto prishol (Regardez qui est arrivé) (interviews avec des politiciens russes, y compris de l'opposition), et Poedinok (débat entre deux invités, à l'issue duquel un vote du public désignait le vainqueur).
À la suite de la fermeture de la chaîne TVC en 2003, Soloviev commence à travailler pour la chaîne NTV où il présente son programme hebdomadaire K bariéru jusqu'en 2009.
Il joue pour l'équipe de football du Congrès juif russe dont il fait partie.
À partir d'août 2010, il travaille pour les chaînes de télévision russes d'État de la holding VGTRK. Son émission Poedinok est à nouveau diffusée sur Rossiya 1 de 2010 à 2014 et de 2015 à 2017. Il présente sur la même chaîne depuis 2012 Voskresnyi vetcher, (soirée dominicale) au départ hebdomadaire, puis devenue quasi quotidienne depuis 2014 sous le nom Vetcher s Vladimirom Solovievym (Soirée avec Vladimir Soloviev). Il anime parallèlement l'émission Polnyi Kontakt (Plein contact) sur la radio Vesti-FM avec Anna Chafran.
En 2012, il devient membre du Conseil de la télévision publique par décret de Vladimir Poutine.
En automne 2015, à la suite de l'intervention militaire de la Russie en Syrie, il est le seul journaliste russe auquel Poutine accorde une interview.
Depuis le 2 septembre 2018, il présente l'émission Moscou, Kremlin, Poutine sur la chaîne Rossiya 1, entièrement consacrée aux réalisations du Président pendant la semaine écoulée. Le ton employé, le choix des invités (généralement proches du pouvoir, quand ils n'en sont pas issus à l'instar de Dmitri Peskov) et des thèmes ont conduit de nombreux médias et commentateurs russes d'opposition à interpréter l'apparition de cette émission comme la preuve manifeste de la résurgence d'un culte de la personnalité en Russie,,,,,,.
Le média estonien Delphi révèle lundi 26 février 2024 à partir de documents de l'administration russe que le propagandiste qu'il est « aurait perçu 15 millions d'euros en 2023 et pourrait recevoir 30 millions d'euros pour l'année 2024 ». Et de rappeler qu'« En janvier 2023, ce présentateur télé et radio avait appelé à mener « des frappes préventives contre la France » en raison de l'envoi par l'État français de matériel militaire en Ukraine ».

## Prises de position
Les prises de position publiques de Vladimir Soloviev ont beaucoup varié au fil de sa carrière, effectuant un virage à 180 degrés entre le début des années 2000 et le début des années 2010.
Au commencement de sa carrière de journaliste, il défend la liberté journalistique et prend publiquement position à plusieurs reprises contre la restriction de libertés des chaînes de télévision privées dans la lutte les opposant au Kremlin, comme dans le cas très médiatisé de la chaîne NTV.
À partir de 2007, il soutient de plus en plus ouvertement le pouvoir. Lors d'un meeting électoral en vue des élections législatives russes de 2007, il décrit le président russe comme un leader « fort, intelligent et talentueux ». Quelque temps plus tard, dans une interview au journal Vzglyad, il s'en prend ouvertement à l'opposition et à ses leaders.
En février 2014, de concert avec d'autres journalistes, et personnalités politiques et médiatiques russes, il signe une lettre de soutien au fonds Vse my - Berkut (« Nous sommes tous Berkout ») créé pour la défense des membres du Berkout opposés aux activistes d'Euromaïdan.

### Crimée
La position de Soloviev concernant la Crimée a grandement évolué au cours des années, jusqu'à présenter des points de vue complètement contradictoires, comme le montrent ci-dessous ces extraits de ses propres déclarations (2008, 2013 et 2014) :

« Quiconque tenterait de déclencher une guerre entre la Russie et l'Ukraine est un criminel sans aucune mesure. En Ukraine vivent des gens qui nous sont frères par l'esprit, le sang, une histoire commune. Entrer en guerre contre eux, ce serait commettre un crime inimaginable. Il ne faut pas crier "Sébastopol est à nous !" Il ne faut pas crier "La Crimée est à nous !" »

« À Dieu ne plaise ! La Crimée, pour quoi faire ? Qu'est-ce que vous voulez en faire ? (…) Khrouchtchev l'a donnée [à l'Ukraine] de manière parfaitement légitime. (…) Et pourquoi pas la Finlande ? (…) Et pourquoi pas la Pologne ? (…) Si l'on commence à remettre cela en question, c'est la guerre. Vous voulez la guerre avec l'Ukraine ? Combien de vies ukrainiennes et russes êtes-vous prête à sacrifier pour envahir la Crimée, qui est depuis longtemps devenu un territoire tatar ? Vous voulez tous les exterminer ? (…) Les Criméens sont contre. »

« Voici le jour dont nous avons hâté la venue. La Crimée et Sébastopol font partie de la Russie. La justice historique triomphe ! »

### Guerre du Donbass
Vladimir Soloviev soutient les séparatistes russes depuis le début de la guerre du Donbass, qualifiant le conflit comme étant une « continuation de la Seconde Guerre mondiale » opposant les « fascistes » (armée ukrainienne) aux « anti-fascistes » (forces séparatistes).

### Opposition russe
En juillet 2017, il qualifie les participants aux manifestations non autorisées à Moscou sur la rue Tverskaïa d'« éternels deux pour cent de merde », d'« enfants de corrompus », de « fils à papa stupides », en précisant que « sans la police, ils se seraient fait déchiqueter par le peuple. »

## Controverses
En 2006, Vladimir Soloviev écope d'une amende de 70 mille roubles après une plainte du candidat aux élections municipales de Samara, Viktor Tarkhov, qu'il avait copieusement insulté lors d'un débat qu'il animait entre lui et son opposant.
En février 2014, il accuse les étudiants de politologie appliquée de l'École des hautes études en sciences économiques de « former des groupuscules terroristes organisés » dans le but de préparer des « Maïdans souterrains », une déclaration qui scandalise l'établissement,.
Une nouvelle plainte est déposée contre Soloviev en juin 2014 par l'homme d'affaires russe Sergueï Polonski (en) pour atteinte à l'honneur à la suite de déclarations du journaliste à la radio en novembre 2013.
En août 2014, le Conseil national ukrainien de radio et télévision inscrit Soloviev à la liste de sanctions pour ses positions en faveur de l'annexion de la Crimée par la Russie et le conflit du Donbass. Il est interdit de territoire et d'antenne.
En mai 2019, il traite les opposants à la reconstruction de la cathédrale Sainte-Catherine d'Iekaterinbourg de « démons » et « diables ».
Le journaliste russe Vladimir Pozner considère que Soloviev cause du tort au journalisme russe et « refuserait de lui serrer la main » s'il venait à le rencontrer,.
En juillet 2019, la Fondation anti-corruption, proche de l'opposant Navalny, révèle que Soloviev détient une villa au bord du lac de Côme en Italie et est titulaire du permis de résidence italien. Sa fortune immobilière, également constituée de trois appartements à Moscou et d'une villa dans l'oblast de Moscou, est évaluée à 1 milliard de roubles (soit 10 millions d'euros en février 2024).
Au début de l'invasion de l'Ukraine par la Russie, fin février 2022, Vladimir Soloviev est interdit de territoire du Royaume-Uni, du Canada, d'Australie, et de tous les 27 pays de l'Union européenne, ses biens sont confisqués et il est frappé de sanctions économiques,,,,.
Depuis mai 2024, la chaîne Soloviev Live est diffusée vers la Russie et les territoires annexés de l'Ukraine sur la plate-forme Trikolor TV  par le satellite Ekspress AMU1/Eutelsat 36C géré par l'opérateur français Eutelsat. Cette diffusion (ainsi que la présence de la chaîne sur le portail internet de la VGTRK également sanctionnée) a été signalée à l'Arcom par le Comité Diderot, qui demande à l'Autorité de mettre en demeure l'opérateur de satellite pour qu'il en cesse la diffusion.

## Vie privée
Vladimir Soloviev, divorcé deux fois, est père de huit enfants.

### Passions et loisirs
Grand sportif, Vladimir Soloviev pratique régulièrement le football, le tennis ainsi que différents arts martiaux (il est ceinture noire de karaté). Passionné d'automobile, il a obtenu le permis de conduire pour toutes les catégories de véhicule autorisées en Russie.

## Filmographie

### Films et séries
- 2000 : Agent natsionalnoï bezopasnosti 2 : Boris Lopatine, homme d'affaires
- 2004 : Tol'ko ty... ili bogataïa Lisa : présentateur de télévision
- 2005 : Boginia praïm-taïma : Caméo
- 2006 : Park sovetskogo perioda : Caméo

### Films documentaires
- 2013 : Mussolini. Zakat : auteur et présentateur
- 2015 : Le Président : coauteur et présentateur
- 2015 : Miroporiadok : coauteur et présentateur
- 2018 : Miroporiadok 2018 : auteur et présentateur[76]

## Discographie
- 2004 : Solovinye treli[77]
- 2007 : Volchebnik[78]
- 2007 : Rousskie narodnye skazki (audiolivre sur 2 CD), ISBN MEL CD 50 01255[79]

## Ouvrages
- 2005 : Evangelie ot Solovieva
- 2006 : Rousskaïa rouletka
- 2007 : My i oni
- 2007 : Apokalipsis ot Vladimira
- 2008 : Poutine. Perevoditel dlia neravnodouchnykh
- 2008 : Khroniki Vtorogo prichestvia
- 2009 : Protivostoïanie: Rossia - SCHA
- 2009 : My - rousskie! S nami Bog!
- 2009 : Soloviev protiv Solovieva. Khoudet' ili ne Khoudet’
- 2010 : Poutine - Medevedev. Chto dalche?
- 2010 : 1001 vopros o prochlom, nastoïachem i boudouchem Rossii
- 2010 : Rousskaïa rouletka. Zametki na poliakh noveïcheï istorii
- 2011 : Manipouliatsii. Atakouï i zashishaïsia!
- 2011 : Evangelie ot Solovieva
- 2011 : Vragi Rossii
- 2011 : Poslednii soldat imperii: Youri Dmitrievitch Maslioukov v vospominaniakh sovremennikov
- 2012 : Imperia korrouptsii. Territoria rousskoï natsionalnoï igry
- 2014 : Rousski viraj. Kouda idiot Rossia?
- 2015 : Razryv chablona
- 2016 : Rousskaïa troïka
- 2016 : Apokrif
- 2016 : Zatchistka: Roman-vozmezdie
- 2017 : Revolioutsia konservatorov. Voïna mirov
- 2018 : Slojnye peregovory v komiksakh. Kniga-trener